# Manuel Safont Castelló
Manuel Safont Castelló, més conegut com a Manolo Safont,(Onda, 1928 — Onda, 24 de novembre de 2005) fou un pintor i ceramista del segle xx. La seva vida i trajectòria professional estan influenciades per la seva constant recerca en el color, el relleu i la textura, que el fan un dels mags de la il·lusió plàstica de la ceràmica. En el seu honor s'ha rebatejat el museu valencià de la ceràmica d'Onda. Joan Baptista Porcar, pintor castellonenc, el va qualificar de Pintor de foc a causa de la lluminositat i als tons càlids típics del seu estil. Era reconegut pels seus llargs i arrissats bigotis, la seva cabellera grisa i arrissada i la seva inalterable manera de vestir —sempre en combinacions de vermell-, la seva particular obsessió, i negre. Era un lluitador, que estimava i li preocupava el seu poble, el seu país; ple de vitalitat, que es reflectia en les seves converses inesgotables, on els temes recurrents eren l'art, la política i tot el referit al seu poble.
La seva casa, així com el minaret situat en el seu sumptuós jardí i el forn de construcció àrab situat en les proximitats del seu habitatge, que va defensar amb tanta passió al llarg de la seva vida, formaran part del futur jardí-museu dedicat a l'artista i a la seva esposa, Ana del Moral Fabregat (donya Anita la comare), amb qui va viure tota la vida i que li va sobreviure 8 anys).

## Joventut
Ja des de molt jove va començar a treballar en el món de la ceràmica artesanal, realitzant objectes tradicionals. L'any 1952 inaugurà el seu taller individual a Onda, en el qual va realitzar estampes decoratives, sants i ballarines, ocells i paisatges que reflecteixen una imatge de cartell, amb tècniques i textures de fons que fan confondre la peça ceràmica amb la pintura.
El 1958, a causa de diversos encàrrecs, va introduir-se completament en la investigació. Fruit d'aquestes investigacions són els tres premis que aconseguí en aquesta època a València. En un d'ells —una imatge de Sant Josep— la silueta del sant s'obté raspant el relleu del color de superfície i amb una superposició de colors i reactius.
L'any 1961 realitzà la seva primera exposició en la Sala Estilo, una galeria avui desapareguda, situada en la Plaça del Sol de Castelló de la Plana. Experimentà en la figuració però sempre ressaltant les superfícies sobre les quals realitzava la pintura, riques en textures i en color. El seu estil navega entre l'abstracció i la figuració, emprant elements dels dos corrents per a expressar tot allò que li inquieta i necessita resoldre.
Del 1958 al 1960 realitzà elements de decoració per a despatxos, segurament a causa del creixement de la indústria ceràmica en la zona, i va fer bodegons amb un estil que recorda a Matisse, a Braque i en alguns aspectes a Amedeo Modigliani. Del 1960 al 1962 seguí realitzant bodegons amb reactius i base de color amb plans. En aquella època, en plena dictadura franquista, el seu caràcter i ideologia diametralment oposades al règim predominant a Espanya el van conduir vers l'art abstracte: sense perdre completament la forma, els colors comencen a prendre importància en les seves obres.

## Maduresa
L'any 1962 exposà en Madrid convidat per la Direcció general de Belles Arts. A partir d'aquest moment, va abandonar la figuració per la necessitat de gaudir de la matèria, no fixant-se en cap convenció i utilitzant l'abstracció com a alliberament, encara que va passar per etapes en les quals va introduir-se en la figuració de la pintura social (a aquesta època pertanyen una sèrie de treballs simbòlics amb evocacions als treballadors de les fàbriques de taulells. Les obres pertanyents a aquestes etapes figuratives tenen un gran valor expressionista: treballadors en premses hidràuliques, un mural amb una gran mà blanca, tallada amb fons negres, verds de coure i vermells carmí, aquests últims molt habituals en la seva obra, mostrant una riquesa tant social amb expressiva. També pertany a aquesta època un mural amb el rostre del Che Guevara.
Va conrear la pintura social fins a les acaballes del franquisme, i només de mort Franco a la fi dels anys 1970 va "guanyar l'abstracció". A la fi dels anys 1990 va començar a realitzar una sèrie de murals de gran grandària, encarregats per la Universitat Jaume I de Castelló de la Plana.
Va ser un dels precursors de l'Escola de Ceràmica d'Onda i d'altres iniciatives culturals. Durant la dictadura franquista, va defensar amb el seu particular estil la llibertat i la cultura. D'aquesta època són dues de les seves iniciatives culturals: El Museu Històric Municipal d'Onda, del qual fou director en els inicis i, la Sala Municipal d'Exposicions, que arribà a ser un referent en els anys 70 dels corrents artístics més avantguardistes del País Valencià. La llarga lluita pel patrimoni artístic onder i la importància de la seva obra van ser reconeguts a la seva ciutat natal l'any 1998, en què coincidint amb el seu 70è natalici va rebre com a homenatge la retolació d'una avinguda amb el seu nom. El Museu de la Ceràmica d'Onda també duu el seu nom a partir del mateix any, tot i que en els darrers anys no li va ser ofert participar-hi directament o indirectament.